# Agathia lycaenaria
Agathia lycaenaria là một loài bướm đêm trong họ Geometridae.

## Hình ảnh

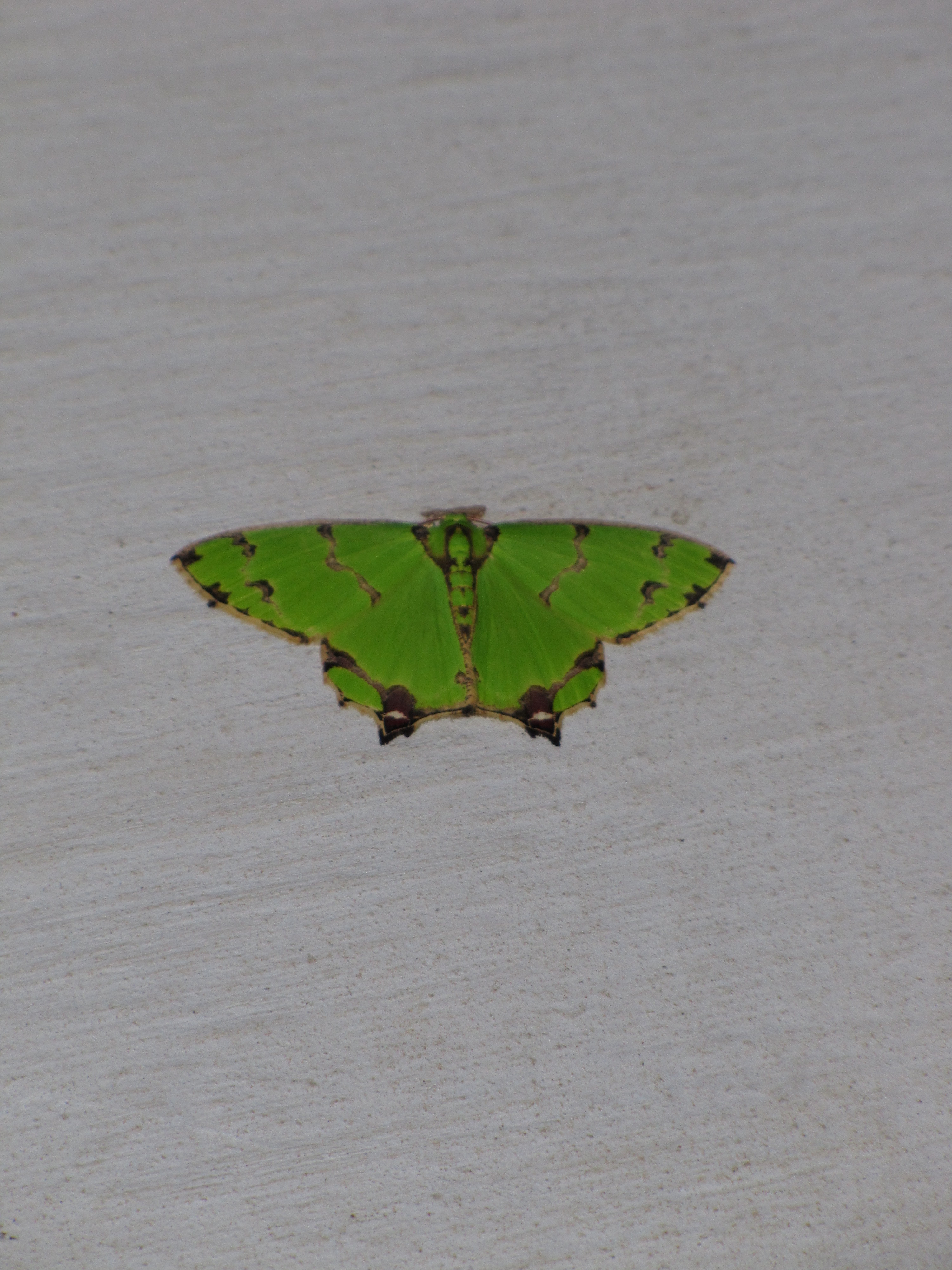